# 唐島夏生
唐島 夏生（からしま なつお、1959年8月17日 - ）は、日本の実業家。株式会社エフエム東京代表取締役社長執行役員、株式会社ジャパンエフエムネットワーク代表取締役社長、東京メトロポリタンテレビジョン株式会社取締役副会長。
この他、株式会社インプレスホールディングス相談役、株式会社エフエム大阪取締役相談役などを務めている。
株式会社エフエム東京の元アナウンサーで同社代表取締役会長、株式会社インプレスホールディングス代表取締役社長、株式会社エフエム大阪代表取締役会長を歴任した。

## 人物
東京都豊島区出身。慶應義塾高等学校、慶應義塾大学経済学部卒業。1982年、エフエム東京に報道部のアナウンサーとして入社。その後、営業推進部、経営企画室、システム開発室を経て上場準備室に配属。「当時の経営陣の考え方では早期の上場は難しい」と判断。2000年10月、東京証券取引所第一部への上場を目前に控えたインプレス（現：インプレスホールディングス）に転職する。その後エフエム東京は、ライブドアによるニッポン放送の買収騒動などを受け、株式公開を断念した。
2004年10月1日、株式会社インプレス（初代）が純粋持株会社に移行し、商号を「株式会社インプレスホールディングス」に変更。新たに発足した持株会社のグループ管理本部本部長兼人事部部長に就任する。2005年5月に退社し、古巣のエフエム東京に執行役員総務局長として復帰する。2008年6月24日にエフエム東京の常務取締役に就任。2011年6月28日、専務取締役に昇任。
エフエム東京の専務時代、将来性のないi-dio事業（V-Low帯マルチメディア放送）を独断で推進する代表取締役会長の冨木田道臣、代表取締役社長の千代勝美（いずれも当時）と対立し、2015年6月25日付の任期満了を以て退任。同年7月1日、インプレスホールディングスの取締役執行役員CAO（最高総務責任者）として復帰する。翌2016年6月23日、インプレスホールディングスの代表取締役社長に就任した。
2019年4月、エフエム東京の2017年3月期から2019年3月期にかけての連結決算において、当時の会長であった冨木田道臣および社長の千代勝美ら経営陣の指示に基づき、前述のi-dio事業における損失を隠蔽するための粉飾決算が行われていたことが、内部通報により発覚した。同年5月に設置した第三者委員会の調査報告書によると、i-dioの番組供給事業者である「TOKYO SMARTCAST株式会社」にで生じた赤字を隠匿するため、エフエム東京グループ各社の保有する同社株式を千代の知人に一時的に購入してもらい、持株比率を下げ、連結対象から外すなどのいわゆる「連結外し」を行った。エフエム東京はこれを受け、同年6月の定時株主総会にて経営陣を一新。唐島はエフエム東京に取締役相談役として復帰し、インプレスホールディングス社長と兼務する。2020年3月31日、前経営陣の下、累計100億円が投じられたi-dioが放送終了した。2020年6月23日にインプレスホールディングスの取締役会長、同年6月29日にエフエム東京の代表取締役会長にそれぞれ昇任した。
2024年3月期のエフエム東京通期決算で、連結売上高が143億3,300万円（前期比2.9％増）、親会社株主に帰属する当期純利益が15億3,000万円 (前期比106.5％増）の増収増益を達成。「AuDee」を中心としたインターネット収入についても10億5,100万円となり、通期目標の10億円を突破した。また同期末を以て、一連のi-dio事業に係る事業整理が全て終結。厳しい事業環境の中、短期の立て直しに成功した。
2024年6月19日、関連会社である東京メトロポリタンテレビジョン（TOKYO MX）の取締役副会長（非常勤）に昇任。
2024年10月1日付、黒坂修の後任としてエフエム東京の代表取締役社長執行役員に就任。

## 略歴
- 1959年8月17日 - 誕生[1]
- 1982年3月31日 - 慶應義塾大学経済学部卒業[1]
- 1982年4月1日 - 株式会社エフエム東京入社、報道部にアナウンサーとして配属[1]
- 2000年7月1日 - 株式会社エフエム東京 総務局総務部担当部長[15]
- 2000年10月1日 - 株式会社インプレス（現：株式会社インプレスホールディングス）入社、同社 事業開発室次長[15]
- 2001年10月1日 - 株式会社インプレス（現：株式会社インプレスホールディングス） グループ総務人事部長[15]
- 2004年10月1日 - 株式会社インプレスホールディングス[注 2] グループ管理本部本部長兼人事部部長[1]
- 2005年5月1日 - 株式会社エフエム東京入社、同社 執行役員総務局長[1]
- 2005年6月 - 株式会社エフエムむさしの 非常勤取締役[15]、ティーエフエム・インタラクティブ株式会社[注 3] 監査役[15]、株式会社エフエムサウンズ 監査役[15]、株式会社メディアコミュニケーションズ[注 4] 監査役[15]
- 2006年4月1日 - 株式会社エフエム東京 執行役員・社長室長兼総務局長[15][17]、ジグノシステムジャパン株式会社 顧問[15]
- 2008年6月19日 - 東京メトロポリタンテレビジョン株式会社 非常勤取締役[15]
- 2008年6月24日 - 株式会社エフエム東京 常務取締役[18]
- 2008年6月28日 - ジグノシステムジャパン株式会社 非常勤取締役[19]
- 2008年6月 - エフエムインターウェーブ株式会社 非常勤取締役[15]
- 2008年11月18日 - ジグノシステムジャパン株式会社 代表取締役社長[20][21]
- 2011年6月28日 - 株式会社エフエム東京 専務取締役[22]
- 2013年6月22日 - 株式会社インプレスホールディングス 非常勤取締役[23]
- 2013年6月25日 - 株式会社エフエム大阪 代表取締役会長[4]
- 2015年7月1日 - 株式会社インプレスホールディングス 取締役執行役員CAO[20]
- 2016年6月23日 - 株式会社インプレスホールディングス 代表取締役社長[20]
- 2019年6月25日 - 株式会社エフエム東京 取締役相談役[6]
- 2020年6月18日 - 東京メトロポリタンテレビジョン株式会社 非常勤取締役[24]
- 2020年6月23日 - 株式会社インプレスホールディングス 取締役会長[8]
- 2020年6月29日 - 株式会社エフエム東京 代表取締役会長[9]、株式会社エフエム大阪 取締役相談役[25]（現任）
- 2024年6月19日 - 東京メトロポリタンテレビジョン株式会社 取締役副会長[12]（現任）
- 2024年10月1日 - 株式会社エフエム東京 代表取締役社長執行役員（現任）[13][14]、株式会社ラジオDXアライアンス 非常勤取締役（現任）[26]
- 2025年7月31日 - 株式会社インプレスホールディングス 相談役（現任）[27]